# Попок Яків Абрамович
Яків Абрамович Попок (2 жовтня 1894, містечко Хіславичі Мстиславського повіту Могильовської губернії, тепер Смоленської області, Російська Федерація — розстріляний 28 липня 1938, Москва) — радянський партійний і державний діяч, 1-й секретар обкому ВКП(б) АРСР Німців Поволжя (1937—1938), 1-й секретар ЦК КП(б) Туркменії (1930—1937). Член Центральної Ревізійної Комісії ВКП(б) (1934—1938). Депутат Верховної Ради СРСР 1-го скликання (1937—1938).

## Біографія
Народився 20 вересня (2 жовтня) 1894 року в родині дрібного єврейського крамаря.
У липні 1907 — січні 1908 року — хлопчик, прикажчик паперового магазину в місті Єлець Орловської губернії. У січні — серпні 1908 року — конторник заводу паперових мішків у місті Тамбові.
У 1908—1910 роках — конторник хлібної контори у місті Маріуполі.
Член РСДРП з листопада 1909 року, більшовик.
У березні — жовтні 1910 року — конторник лісового складу в місті Юзівці (тепер — Донецьку).
У жовтні 1910 року був заарештований за революційну діяльність і до грудня 1910 року перебував у Юзівській в'язниці. З 1911 по лютий 1913 року — на тимчасових роботах, шість місяців був ув'язненим, два роки провів на адміністративному засланні у місті Катеринославі (тепер — Дніпрі).
З лютого по листопад 1913 року проживав у Хіславичах, хворів. У грудні 1913 — грудні 1914 року — репетитор; на тимчасових роботах у різних конторах міста Смоленська.
У січні — березні 1915 року — конторник лісопильного заводу в місті Фастові Київської губернії. У березні 1915 року був заарештований за революційну діяльність і до вересня 1915 року перебував у Київській в'язниці.
У вересні 1915 — грудні 1916 року — в російській імператорській армії: рядовий 14-го піхотного Олонецького полку на фронті.
У 1917 році — голова Хіславицького комітету РСДРП(б); голова Калачинського повітового комітету РСДРП(б).
У грудні 1917 — травні 1918 року — завідувач відділу палива виконавчого комітету Московської ради.
У червні 1918 — квітні 1919 року — інструктор Народного комісаріату праці РРФСР в Москві; завідувач Катеринославського губернського відділу праці, інструктор Народного комісаріату праці Української СРР.
У квітні 1919 — січні 1921 року — начальник політичного відділу 49-ї дивізії РСЧА, начальник політичного відділу 2-ї Кінної армії, член Революційної військової ради Північно-Кавказького військового округу.
У лютому — травні 1921 року — член президії Дорожнього комітету профспілки робітників залізничного транспорту (Дорпрофсожу) в місті Саратові.
У травні 1921 — березні 1922 року — завідувач організаційного відділу Псковського губернського комітету РКП(б), голова Псковської губернської ради профспілок.
У квітні — вересні 1922 року — відповідальний секретар Брянської губернської ради профспілок.
У вересні 1922 — липні 1924 року — слухач курсів марксизму при Комуністичній академії імені Свердлова в Москві.
У серпні 1924 — вересні 1925 (за іншими даними — квітні 1926) року — відповідальний секретар Златоустівського окружного комітету РКП(б) Уральської області.
У квітні 1926 — 1927 року — відповідальний секретар Амурського окружного комітету ВКП(б) Далекосхідного краю.
У 1927 — жовтні 1929 року — відповідальний секретар Читинського окружного комітету ВКП(б) Далекосхідного краю.
У листопаді 1929 — серпні 1930 року — відповідальний інструктор ЦК ВКП(б) в Москві.
У серпні 1930 — квітні 1937 року — 1-й секретар ЦК КП(б) Туркменії, член Бюро ЦК КП(б) Туркменії.
26 липня 1937 — 26 квітня 1938 року — виконувач обов'язків 1-го секретаря, 1-й секретар обкому ВКП(б) АРСР Німців Поволжя.
21 квітня 1938 року заарештований органами НКВС СРСР. 28 липня 1938 року засуджений до вищої міри покарання. Розстріляний у той же день, похований на полігоні «Коммунарка» у Московській області.
28 березня 1956 року посмертно реабілітований, а 31 березня 1956 року посмертно відновлений в членах КПРС.

## Нагороди
- орден Леніна (20.12.1935)